# Bongja
Pour plus de détails, voir Fiche technique et Distribution.
Bongja (봉자) est un film sud-coréen sorti en 2000 et réalisé par Park Chul-soo.

## Synopsis
Ok Bong-ja travaille dans un stand de gimbap. Elle trouve une adolescente prostituée allongée dans la rue et la ramène chez elle. Leur amitié devient une attraction mutuelle.

## Distribution
- Seo Kap-sook
- Shim Yi-young
- Kim Il-woo
- Choi Dae-woong
- Min Kyoung-jin
- Kim Ju-hong
- Lee Yong-yi
- Seon Uk-hyeon
- Park Jae-hyeon